# Macó
Macó, en llatí Machon, en grec antic Μάχων, fou un poeta còmic grec natura de Corint o de Sició, però que va florir a Alexandria, on va donar opinions al gramàtic Aristòfanes de Bizanci sobre els continguts de la comèdia. Fou contemporani d'Apol·lodor de Carist vers el 300-260 aC. Fou un dels principals poetes alexandrins.
Ateneu n'esmenta algun epigrama. Mercès a Ateneu es conserven els títols de dues comèdies Ἄγνοια i Ἐπιστολή i el d'una sentència en versos iàmbics senars, Χρείαι.